# Claire Jacquet
Claire Jacquet (Bar-le-Duc, 17 de mayo de 1988) es una deportista francesa que compite en piragüismo en la modalidad de eslalon.
Ganó una medalla de bronce en el Campeonato Mundial de Piragüismo en Eslalon de 2018 y dos medallas en el Campeonato Europeo de Piragüismo en Eslalon, plata en 2018 y bronce en 2020.

## Palmarés internacional
| Campeonato Mundial | Campeonato Mundial      | Campeonato Mundial | Campeonato Mundial |
| Año                | Lugar                   | Medalla            | Competición        |
| ------------------ | ----------------------- | ------------------ | ------------------ |
| 2018               | Río de Janeiro (Brasil) | Medalla de bronce  | C1 por equipos     |
| Campeonato Europeo |                         |                    |                    |
| Año                | Lugar                   | Medalla            | Competición        |
| 2018               | Praga (República Checa) | Medalla de plata   | C1 por equipos     |
| 2020               | Praga (República Checa) | Medalla de bronce  | C1 por equipos     |